# Pallacanestro ai Giochi della XXXIII Olimpiade - Torneo femminile
Il torneo femminile di pallacanestro ai Giochi della XXXIII Olimpiade si è svolto dal 28 luglio all'11 agosto 2024.

## Risultati

### Gruppo A
| Pos | Squadra    | G | V | P | PF  | PS  | DP  | Qualificazione                                |
| --- | ---------- | - | - | - | --- | --- | --- | --------------------------------------------- |
| 1   | Spagna     | 3 | 3 | 0 | 223 | 213 | +10 | Qualificate alla fase ad eliminazione diretta |
| 2   | Serbia     | 3 | 2 | 1 | 201 | 184 | +17 | Qualificate alla fase ad eliminazione diretta |
| 3   | Cina       | 3 | 1 | 2 | 228 | 229 | −1  |                                               |
| 4   | Porto Rico | 3 | 0 | 3 | 175 | 201 | −26 |                                               |

#### Risultati
1ª giornata
| Arbitri: | Viola Györgyi Maripier Malo Péter Praksch |

|              |          |             |
| Gustafson 29 | Punti    | Li Yueru 31 |
| Casas 8      | Assist   | Li M. 11    |
| Gustafson 8  | Rimbalzi | Li Yueru 15 |

| Arbitri: | Maj Forsberg James Boyer Yann Davidson |

|              |          |                  |
| Stanković 15 | Punti    | San Antonio 11   |
| Anderson 8   | Assist   | Rosado 7         |
| Stanković 10 | Rimbalzi | tre giocatrici 6 |

2ª giornata
| Arbitri: | Andrès Bartel Maripier Malo Yevgeniy Mikheyev |

|                |          |              |
| Guirantes 15   | Punti    | Gustafson 18 |
| Guirantes 4    | Assist   | Ortiz 4      |
| Hollingshed 12 | Rimbalzi | Gustafson 13 |

| Arbitri: | Martin Vulić Maj Forsberg James Boyer |

|                 |          |              |
| Han, Wang 11    | Punti    | Anderson 15  |
| Wang, Yang L. 5 | Assist   | Anderson 6   |
| Li Yueru 11     | Rimbalzi | Krajišnik 11 |

3ª giornata
| Arbitri: | Omar Bermúdez Rabah Noujaim Maripier Malo |

|          |          |               |
| Li M. 18 | Punti    | Guirantes 20  |
| Li M. 7  | Assist   | Rosado 5      |
| Han 9    | Rimbalzi | Hollingshed 8 |

| Arbitri: | Takaki Kato Viola Györgyi Yann Davidson |

|             |          |             |
| Anderson 18 | Punti    | Conde 15    |
| Anderson 7  | Assist   | Gil 7       |
| Stanković 5 | Rimbalzi | Gustafson 9 |

### Gruppo B
| Pos | Squadra   | G | V | P | PF  | PS  | DP  | Qualificazione                                |
| --- | --------- | - | - | - | --- | --- | --- | --------------------------------------------- |
| 1   | Francia   | 3 | 2 | 1 | 222 | 187 | +35 | Qualificate alla fase ad eliminazione diretta |
| 2   | Australia | 3 | 2 | 1 | 211 | 212 | −1  | Qualificate alla fase ad eliminazione diretta |
| 3   | Nigeria   | 3 | 2 | 1 | 208 | 207 | +1  | Qualificate alla fase ad eliminazione diretta |
| 4   | Canada    | 3 | 0 | 3 | 189 | 224 | −35 |                                               |

#### Risultati
1ª giornata
| Arbitri: | Amy Bonner Rabah Noujaim Jenna Reneau |

|                         |          |           |
| Kalu 19                 | Punti    | Smith 15  |
| Amukamara 9             | Assist   | Talbot 12 |
| Kunaiyi-Akpanah, Musa 7 | Rimbalzi | Talbot 10 |

| Arbitri: | Boris Krejić Blanca Burns Ariadna Chueca |

|                  |          |            |
| Colley, Nurse 11 | Punti    | Badiane 13 |
| Colley 6         | Assist   | Williams 8 |
| Alexander 10     | Rimbalzi | Badiane 6  |

2ª giornata
| Arbitri: | Andrés Bartel Rabah Noujaim Jenna Reneau |

|             |          |             |
| Whitcomb 19 | Punti    | Carleton 19 |
| Whitcomb 10 | Assist   | Achonwa 8   |
| Talbot 9    | Rimbalzi | Carleton 8  |

| Arbitri: | Amy Bonner Carlos Peralta Péter Praksch |

|             |          |             |
| Johannès 15 | Punti    | Kalu 18     |
| Williams 7  | Assist   | Amukamara 5 |
| Badiane 6   | Rimbalzi | Musa 9      |

3ª giornata
| Arbitri: | Amy Bonner Blanca Burns Ariadna Chueca |

|                |          |                   |
| Colley 17      | Punti    | Kalu 21           |
| 5 giocatrici 2 | Assist   | Amukamara 6       |
| Amihere 11     | Rimbalzi | Kunaiyi-Akpanah 7 |

| Arbitri: | Luis Castillo Maj Forsberg Jenna Reneau |

|                    |          |             |
| Madgen 18          | Punti    | Williams 15 |
| Whitcomb 7         | Assist   | Bernies 4   |
| Magbegor, Talbot 6 | Rimbalzi | Badiane 6   |

### Gruppo C
| Pos | Squadra     | G | V | P | PF  | PS  | DP  | Qualificazione                                |
| --- | ----------- | - | - | - | --- | --- | --- | --------------------------------------------- |
| 1   | Stati Uniti | 3 | 3 | 0 | 276 | 218 | +58 | Qualificate alla fase ad eliminazione diretta |
| 2   | Germania    | 3 | 2 | 1 | 226 | 220 | +6  | Qualificate alla fase ad eliminazione diretta |
| 3   | Belgio      | 3 | 1 | 2 | 228 | 228 | 0   | Qualificate alla fase ad eliminazione diretta |
| 4   | Giappone    | 3 | 0 | 3 | 198 | 262 | −64 |                                               |

#### Risultati
1ª giornata
| Arbitri: | Martin Vulić Carlos Peralta Yann Davidson |

|            |          |              |
| Sabally 17 | Punti    | Meesseman 25 |
| Peterson 8 | Assist   | Vanloo 6     |
| Gülich 7   | Rimbalzi | Linskens 6   |

| Arbitri: | Luis Castillo Viola Györgyi Yevgeniy Mikheyev |

|           |          |                     |
| Wilson 24 | Punti    | Takada 24           |
| Gray 13   | Assist   | Machida, Yamamoto 5 |
| Wilson 13 | Rimbalzi | 3                   |

2ª giornata
| Arbitri: | Gatis Saliņš Viola Györgyi Yevgeniy Mikheyev |

|           |          |                        |
| Takada 15 | Punti    | S. Sabally 33          |
| Machida 9 | Assist   | Fiebich 6              |
| Akaho 8   | Rimbalzi | Gülich, Geiselsöder 10 |

| Arbitri: | Wojciech Liszka Luis Castillo Ariadna Chueca |

|                     |          |            |
| Meesseman 24        | Punti    | Stewart 26 |
| Delaere 8           | Assist   | Ionescu 5  |
| Delaere, Linskens 5 | Rimbalzi | Wilson 13  |

3ª giornata
| Arbitri: | Boris Krejić Wojciech Liszka Péter Praksch |

|                     |          |              |
| Hayashi 13          | Punti    | Meesseman 30 |
| Machida, Miyazaki 4 | Assist   | Massey 7     |
| Akaho 5             | Rimbalzi | Meesseman 11 |

| Arbitri: | Julio Anaya Gatis Saliņš Viola Györgyi |

|               |          |           |
| S. Sabally 15 | Punti    | Young 19  |
| Peterson 4    | Assist   | 5         |
| Geiselsöder 8 | Rimbalzi | Collier 7 |

#### Classifica migliori terze
Tra le terze classificate di ogni girone, si applicano i seguenti criteri per stabilire il passaggio del turno delle migliori due squadre:
- Punti
- Differenza canestri

#### Classifica
| Pos. | Squadra | Pt | G | V | P | PF  | PS  | DC | Gruppo |
| ---- | ------- | -- | - | - | - | --- | --- | -- | ------ |
| 1.   | Nigeria | 5  | 3 | 2 | 1 | 208 | 207 | +1 | B      |
| 2.   | Belgio  | 4  | 3 | 1 | 2 | 228 | 228 | 0  | C      |
| 3.   | Cina    | 4  | 3 | 1 | 2 | 228 | 229 | -1 | A      |

### Fase ad eliminazione diretta
Un sorteggio fra le 8 squadre qualificate alla fase ad eliminazione diretta stabilirà il tabellone dai quarti fino alla finale.
|  | Quarti 7 agosto | Quarti 7 agosto |             |           | Semifinale 9 agosto | Semifinale 9 agosto |  |  | Finale 11 agosto | Finale 11 agosto |
|  |                 |                 |             |           |                     |                     |  |  |                  |                  |
|  |                 |                 |             |           |                     |                     |  |  |                  |                  |
|  |                 |                 |             |           |                     |                     |  |  |                  |                  |
|  | Germania        | 71              |             |           |                     |                     |  |  |                  |                  |
|  | Germania        | 71              |             |           |                     |                     |  |  |                  |                  |
|  | Francia         | 84              |             |           |                     |                     |  |  |                  |                  |
|  | Francia         | 84              | Francia     | 81 OT     |                     |                     |  |  |                  |                  |
|  |                 |                 | Francia     | 81 OT     |                     |                     |  |  |                  |                  |
|  |                 | Belgio          | 75          |           |                     |                     |  |  |                  |                  |
|  | Spagna          | Belgio          | 75          | 66        |                     |                     |  |  |                  |                  |
|  | Spagna          |                 |             | 66        |                     |                     |  |  |                  |                  |
|  | Belgio          | 79              |             |           |                     |                     |  |  |                  |                  |
|  | Belgio          | 79              | Francia     | 66        |                     |                     |  |  |                  |                  |
|  |                 |                 | Francia     | 66        |                     |                     |  |  |                  |                  |
|  |                 | Stati Uniti     | 67          |           |                     |                     |  |  |                  |                  |
|  | Nigeria         | Stati Uniti     | 67          | 74        |                     |                     |  |  |                  |                  |
|  | Nigeria         |                 |             | 74        |                     |                     |  |  |                  |                  |
|  | Stati Uniti     | 88              |             |           |                     |                     |  |  |                  |                  |
|  | Stati Uniti     | 88              | Stati Uniti | 85        | 3º posto            | 3º posto            |  |  |                  |                  |
|  |                 |                 | Stati Uniti | 85        | 3º posto            | 3º posto            |  |  |                  |                  |
|  |                 | Australia       | 64          |           |                     |                     |  |  |                  |                  |
|  | Serbia          | Australia       | 64          | 67        | Belgio              | 81                  |  |  |                  |                  |
|  | Serbia          |                 |             | 67        | Belgio              | 81                  |  |  |                  |                  |
|  | Australia       | 85              |             | Australia | 85                  |                     |  |  |                  |                  |
|  | Australia       | 85              |             |           | 85                  |                     |  |  |                  |                  |
|  |                 |                 |             |           |                     |                     |  |  |                  |                  |
|  |                 |                 |             |           |                     |                     |  |  |                  |                  |

#### Quarti di finale
| Arbitri: | Martin Vulić Ariadna Chueca Yevgeniy Mikheyev |

|                   |          |             |
| Nogić 17          | Punti    | Smith 22    |
| Anderson, Nogić 5 | Assist   | Melbourne 5 |
| Raca 7            | Rimbalzi | Smith 13    |

| Arbitri: | Matthew Kallio Jenna Reneau Maripier Malo |

|              |          |                        |
| Gustafson 21 | Punti    | Meesseman, Linskens 19 |
| Ortiz, Gil 3 | Assist   | Delaere, Vanloo 7      |
| Gustafson 7  | Rimbalzi | Meesseman 9            |

| Arbitri: | Amy Bonner Carlos Peralta Blanca Burns |

|                     |          |             |
| Sabally 20          | Punti    | Johannes 24 |
| Fiebich, Peterson 3 | Assist   | Williams 5  |
| Sabally 13          | Rimbalzi | Williams 6  |

| Arbitri: | Viola Györgyi Juan Fernández Yann Davidson |

|                   |          |           |
| Amukamara 19      | Punti    | Wilson 20 |
| Kalu 7            | Assist   | Thomas 6  |
| Kunaiyi-Akpanah 8 | Rimbalzi | Wilson 11 |

#### Semifinali
| Arbitri: | Gatis Saliņš Viola Györgyi Péter Praksch |

|                        |          |                             |
| Stewart 16             | Punti    | Borlase 11                  |
| Gray, Stewart, Young 5 | Assist   | Wallace, George, Whitcomb 3 |
| Wilson 8               | Rimbalzi | Smith 7                     |

| Arbitri: | Luis Castillo Takaki Kato Ariadna Chueca |

|             |          |                              |
| Williams 18 | Punti    | Meesseman 19                 |
| Johannes 5  | Assist   | Meesseman, Ramette, Vanloo 6 |
| Rupert 7    | Rimbalzi | Massey 7                     |

#### Finali
3º-4º posto
| Arbitri: | Amy Bonner Blanca Burns Jenna Reneau |

|            |          |             |
| Vanloo 26  | Punti    | Magbegor 30 |
| Vanloo 11  | Assist   | Melbourne 7 |
| Linskens 8 | Rimbalzi | Magbegor 13 |

1º-2º posto
| Arbitri: | Boris Krejić Viola Györgyi Martin Vulić |

|             |          |              |
| Williams 19 | Punti    | Wilson 21    |
| Badiane 3   | Assist   | Gray, Plum 4 |
| Williams 7  | Rimbalzi | Wilson 13    |